# Đèo Lò Xo
Đèo Lò Xo nằm trên Quốc lộ 14 trên vùng đất làng Măng Khen xã Đăk Man huyện Đăk Glei tỉnh Kon Tum .
Đèo cách thị trấn Đăk Glei cỡ 16 km. Đèo có chiều dài khoảng 37 km, gần ranh giới tỉnh Kon Tum với Quảng Nam..
Đèo Lò Xo từng được biết đến nhiều do có nhà tù Đăk Glei, nơi từng giam giữ Tố Hữu và những người tù chính trị vượt ngục . Ngoài ra, nơi đây còn được biết đến qua những câu chuyện "đường rừng" với voi đi cả đàn, hổ báo chạy thậm thịch ngày đêm. Trong thời chiến tranh, đèo có vai trò là căn cứ chiến lược quan trọng của Quân đội Nhân dân Việt Nam, đồng thời là điểm trung chuyển lương thực, vũ khí phục vụ cho chiến trường miền Nam - Tây Nguyên.
Tại Đèo Lò Xo cũng từng xảy ra các tai nạn giao thông nghiêm trọng 
Phía bắc đèo cỡ 3 km có Thác Đắk Chè 15°13′25″B 107°43′44″Đ / 15,223605°B 107,728867°Đ, là thắng cảnh trên suối Đăk Chè và có thể nhìn thấy từ cầu Đăk Chè trên quốc lộ.